# Oonotus sericeus
Oonotus sericeus es una especie de coleóptero de la familia Lucanidae.

## Distribución geográfica
Habita en Sudáfrica.